# Centrantyx digennaroi
Centrantyx digennaroi är en skalbaggsart som beskrevs av Legrand 2003. Centrantyx digennaroi ingår i släktet Centrantyx och familjen Cetoniidae. Inga underarter finns listade.